# بارکلی (تگزاس)
بارکلی (به انگلیسی: Barclay) یک منطقهٔ مسکونی در ایالات متحده آمریکا است که در شهرستان فالز، تگزاس واقع شده‌است. بارکلی ۵۸ نفر جمعیت دارد و ۱۵۸٫۵ متر بالاتر از سطح دریا واقع شده‌است.